# 1bak 2il
1bak 2il (1박 2일?; lett. "Una notte, due giorni", noto anche come 2 Days & 1 Night e abbreviato come 1N2D) è un varietà-reality sudcoreano che va in onda su KBS2 dal 5 agosto 2007. È uno dei due segmenti (l'altro segmento è Supermain-i dor-a-watda) di Happy Sunday, in onda ogni domenica alle 18:25 ora coreana. Gli episodi vengono inoltre caricati settimanalmente con sottotitoli in inglese su YouTube attraverso il canale ufficiale di KBS World.
Il motto del programma è "il varietà di strada davvero scatenato". Il suo concept principale è raccomandare vari luoghi di interesse della Corea del Sud che gli spettatori possano visitare. Le riprese per ogni nuovo viaggio vengono generalmente eseguite 2 settimane prima della trasmissione su KBS2. Nel 2018, lo show ha ricevuto un encomio presidenziale dal Ministero della Cultura, dello Sport e del Turismo sudcoreano per l'impegno a promuovere il turismo dal 2007.
1bak 2il ha guadagnato molta popolarità e ha ottenuto uno share elevato, contribuendo a rilanciare lo share della Happy Sunday di KBS2, battendo la concorrenza di altre grandi reti dal suo primo episodio.

## Format
Sebbene ci siano stati cambiamenti nel cast durante ogni stagione, 1bak 2il ha sempre mantenuto il suo format. I membri del cast fanno varie gite in tutta la Corea del Sud, incluse molte isole in alto mare. Nel mentre, svolgono anche missioni e giochi durante tutta la giornata o all'ora dei pasti per guadagnare ricompense (ad esempio cibi famosi nella regione che visitano) ed evitare punizioni (come entrare in acqua in inverno). Gli ospiti possono essere invitati non solo dal team di produzione, ma anche dai membri stessi se soddisfano i criteri del concetto dell'episodio.

## Storia
Prima della messa in onda di 1bak 2il, il suo posto era occupato da Are You Ready, con la maggior parte dei membri di 1bak 2il: Kang Ho-dong, Lee Soo-geun, Kim Jong-min e Eun Ji-won. Are You Ready è stato cancellato a causa dello scarso share ottenuto ed è stato sostituito da 1bak 2il dopo 12 episodi.
Al cantante e attore Lee Ji-hoon era stato offerto di unirsi al cast, ma rifiutò, preferendo un ruolo nel drama New Heart della MBC.
1bak 2il debuttò con i membri del cast Kang Ho-dong, Lee Soo-geun, Kim Jong-min, Eun Ji-won, Noh Hong-chul, Ji Sang-ryul e Sanggeun il cane mascotte il 5 agosto 2007. Lo show negli anni ha però subito diverse modifiche ai membri del cast. La stagione 1 trasmise il suo ultimo episodio il 26 febbraio 2012.
La stagione 2 iniziò il 4 marzo 2012 con i membri veterani Lee Soo-geun, Kim Jong-min e Uhm Tae-woong, a cui si unirono i nuovi membri Kim Seung-woo, Cha Tae-hyun, Sung Si-kyung e Joo Won. Kim Seung-woo lasciò lo show nel marzo 2013 per concentrarsi nuovamente sulla sua carriera di attore. Fu sostituito dal collega attore Yoo Hae-jin. La seconda stagione terminò il 24 novembre 2013.
La stagione 3 di 1bak 2il iniziò il 1º dicembre 2013, con i membri veterani Cha Tae-hyun e Kim Jong-min e i nuovi membri Kim Joon-ho, Kim Joo-hyuk, Jung Joon-young e Defconn. Il 22 novembre 2015, Kim Joo-hyuk lasciò il cast dopo due anni, girando i suoi ultimi episodi il 20 e il 21 novembre. Fu sostituito dall'attore Yoon Shi-yoon, che divenne ufficialmente il nuovo membro nell'aprile del 2016.
Il 29 settembre 2016, Jung Joon-young interruppe la sua presenza nello show a causa di uno scandalo che lo vide protagonista.  Il 7 gennaio 2017, venne confermato da un membro della produzione che Jung sarebbe ritornato nell'episodio del 15 gennaio. Il 12 marzo 2019 Jung venne definitivamente rimosso dal team di produzione a causa del suo coinvolgimento nello scandalo del Burning Sun. Come conseguenza di ciò, KBS il 15 marzo annunciò l'interruzione della produzione di 1bak 2il fino a data da destinarsi. Le indagini sul cellulare di Jung ebbero ripercussioni anche sui membri Cha Tae-hyun e Kim Jun-ho, che furono accusati di gioco d'azzardo (reato in Corea del Sud) per aver scommesso del denaro su una loro partita di golf. Entrambi lasciarono tutti i loro programmi televisivi dell'epoca. Questi avvenimenti segnarono la brusca conclusione della stagione 3.
Il 5 novembre 2019 venne confermata la stagione 4 dello show, con il ritorno del solo Kim Jong-min (presente dalla prima stagione), oltre ai nuovi membri Yeon Jung-hoon, Moon Se-yoon, Kim Seon-ho, DinDin e Ravi dei VIXX. I membri girarono il primo episodio il 12 novembre 2019 con l'intenzione di mandarlo in onda l'8 dicembre 2019.
Il 20 ottobre 2021 la KBS e la produzione confermano che Kim Seon-ho è stato rimosso dal cast in seguito allo scandalo riportato sulla sua vita privata. Gli episodi già girati con lui presente sono stati editati cancellandolo in modo da "minimizzare il disagio arrecato agli spettatori". 
Il 5 gennaio 2022 l'attore Na In-woo viene scelto per il ricoprire il posto del sesto membro mancante ed il suo primo episodio va in onda il 13 febbraio 2022.
Il 21 aprile 2022 Ravi annuncia la sua dipartita dal programma, andando in onda per l'ultima volta il 1 maggio 2022.

### Cronologia dei cambiamenti del cast
- 16 settembre 2007: ultimo episodio di Ji Sang-ryul
- 28 ottobre 2007: Kim C si unisce al cast
- 4 novembre 2007: ultimo episodio di Noh Hong-chul
- 11 novembre 2007: Lee Seung-gi si unisce al cast
- 2 dicembre 2007: Kim Jong-min lascia lo show a causa del servizio militare obbligatorio
- 9 dicembre 2007: MC Mong si unisce al cast
- 27 dicembre 2009: Kim Jong-min si unisce al cast
- 6 giugno 2010: ultimo episodio di Kim C.
- 19 settembre 2010: ultimo episodio di MC Mong
- 6 marzo 2011: Uhm Tae-woong si unisce al cast
- 25 settembre 2011: ultimo episodio di Kang Ho-dong[17]
- 26 febbraio 2012: ultimo episodio della prima stagione (ultimo episodio di Lee Seung-gi ed Eun Jiwon)
- 4 marzo 2012: primo episodio della seconda stagione (primo episodio di Kim Seung-woo, Cha Tae-hyun, Sung Si-kyung e Joo Won)
- Marzo 2013: ultimo episodio di Kim Seung-woo e primo episodio di Yoo Hae-jin.
- 27 ottobre 2013: ultimo episodio di Joo Won
- 24 novembre 2013: ultimo episodio della seconda stagione (ultimo episodio di Lee Soo-geun, Uhm Tae-woong, Sung Si-kyung e Yoo Hae-jin)
- 1 ° dicembre 2013: primo episodio della terza stagione (primo episodio di Kim Joo-hyuk,[18] Kim Joon-ho, Defconn e Jung Joon-young)
- 6 dicembre 2015: ultimo episodio di Kim Joo-hyuk
- 1 maggio 2016: Yoon Shi-yoon si unisce al cast della terza stagione
- 9 ottobre 2016: Jung Joon-young lascia temporaneamente lo show
- 15 gennaio 2017: Jung Joon-young si riunisce al cast
- 30 dicembre 2018: Lee Yong-jin si unisce al cast come stagista[19]
- 10 marzo 2019: l'ultimo episodio di Defconn e Yoon Shi-yoon dopo la fine della terza stagione
- 12 marzo 2019: Jung Joon-young viene rimosso dal cast[10]
- 17 marzo 2019: Cha Tae-hyun e Kim Joon-ho annunciano l'uscita da tutti i loro programmi.[20][21]
- 8 dicembre 2019: Yeon Jung-hoon, Moon Se-yoon, Kim Seon-ho, DinDin e Ravi dei VIXX si uniscono al cast della quarta stagione
- 20 ottobre 2021: Kim Seon-ho viene rimosso dal cast.
- 13 febbraio 2022: Na In-woo si unisce al cast.
- 1 maggio 2022: ultimo episodio di Ravi.
- 11 dicembre 2022: Yoo Seon-ho si unisce al cast.[22]

## Messa in onda
KBS Drama e KBS Joy hanno spesso trasmesso repliche di 1bak 2il. Il DMB sudcoreano U-KBS HERAT ha trasmesso lo show ogni giorno dal lunedì al venerdì dalle 20:00 alle 21:00. KBS World, il canale internazionale fornito da KBS, ha anche iniziato a trasmettere episodi sottotitolati in inglese (di solito 2–4 settimane dopo la trasmissione originale) dello show a partire dall'episodio 35.
Dato che 1bak 2il fu ben accolto, KBS Joy lanciò una "versione femminile" chiamata Danyeo o getseumnida. La prima stagione è andata in onda tra il 12 gennaio e il 29 aprile 2009. I membri della prima stagione sono stati la comica Kim Sook, Kim E-Z (ex componente delle Baby VOX), Jeong Jung-ah, Bronwyn Mullen (di etnia afrikaner e membro del cast di Minyeodeur-ui suda), Polina Lipina (di nazionalità russa e membro  del cast di Minyeodeur-ui suda), e Kim Ji-hye (membro del gruppo femminile coreano Cats). La seconda stagione è andata in onda dal 3 giugno al 16 settembre 2009 con due membri della prima stagione, Kim Sook e Kim E-Z, e nuovi membri, l'attrice e cantante Yoo Chae-yeong, l'attrice cinematografica Seo Young, la comica Kwon Jin-young e Kang Ye-bin.

## Controversie
Durante i primi tempi di 1bak 2il, il programma fu spesso paragonato a Family-ga tteotda della SBS e a Muhan dojeon della MBC, principalmente perché Noh Hong-chul faceva parte sia del cast di 1bak 2il, sia di quello di Muhan dojeon (in onda rispettivamente la domenica e il sabato). Tuttavia i programmi sono diversi. Il concept di 1bak 2il è visitare la Corea insieme a famiglia e amici, divertendosi e proponendo luoghi anche inesplorati, mentre Muhan dojeon è un programma basato su sette uomini che si impegnano in giochi o si preparano a partecipare a importanti sfide.
L'episodio che andò in onda il 6 luglio 2008 subì molte critiche da parte del pubblico a causa della scena in cui si fumava. Durante la gita al Monte Paektu non fu tagliata la scena di MC Mong che fumava sull'autobus, sebbene nel 2004 tutte e tre le principali emittenti televisive coreane, KBS, MBC e SBS, si fossero accordate sul proibire la messa in onda di scene di fumo prima della mezzanotte. I registi del programma si scusarono pubblicamente il 7 luglio per non aver tagliato la scena promettendo che non sarebbe più successo. Tuttavia nell'episodio del 21 settembre 2008 Lee Soo-geun fu filmato mentre fumava, e nell'episodio del 7 dicembre 2008 apparvero altre scene di fumo e alcool, per cui la puntata fu ritenuta non adatta alla visione dei bambini.
I telespettatori si lamentarono per la "scena violenta" dell'episodio 51, andato in onda il 20 luglio 2008. La scena era una candid camera in cui Kang Ho-dong e Kim C fingevano di litigare per fare uno scherzo al nuovo regista che aveva da poco iniziato a far parte del team. La produzione assicurò che si trattava di una lite non intenzionale e che aveva lasciato solo buoni ricordi.
Nell'episodio 53 del 3 agosto 2008, il pubblico notò un errore nel nome di una località di Inje nel Gangwondo. A causa delle proteste, la produzione presentò delle scuse ufficiali sul sito di Happy Sunday.
Un'altra controversia ebbe luogo per l'episodio del 19 settembre 2008, girato durante una partita di baseball tra i Lotte Giants e i Doosan Bears. Uno dei problemi fu che lo staff del programma aveva occupato troppi posti a sedere (50 posti) per i sei membri; un altro che lo staff aveva impedito ad alcuni spettatori di andare a sedersi al loro posto. La produzione dichiarò che era stato fatto per proteggere la sicurezza dei sei membri e che non era loro intenzione impedire alle persone di raggiungere i loro posti assegnati. Il giorno che l'episodio andò in onda, SBS Sports disse che la visita del gruppo di 1bak 2il aveva portato tanta positività alla popolazione di Busan. Al contrario, MBC ESPN ebbe commenti negativi verso 1bak 2il.
Altre critiche sorsero attorno all'episodio del 15 marzo 2009. Taluni sostennero che Kang Ho-dong avesse usato una parolaccia, ma la produzione negò, dicendo che il suono che era stato udito era il rumore di un'automobile.
Causò alcune critiche anche il manager di MC Mong, Lee Heon-suk, che ordinò del manzo crudo utilizzando il termine giapponese "sashimi", quando sarebbe stato per lui più appropriato usare l'equivalente in coreano "hoe".
Nell'episodio andato in onda il 4 ottobre 2009, alcuni componenti del cast incontrarono il "ragazzo del cerchio" della cerimonia di apertura delle Olimpiadi di Seul del 1988, Yoon Tae-woong, durante una camminata in montagna. Alcuni spettatori scrissero nella sezione dei commenti del sito web che era stata una messinscena e che non poteva trattarsi di una coincidenza.
Un'altra controversia si scatenò quando Lee Seung-gi pubblicizzò indirettamente una marca di birra di cui era lo sponsor mentre preparava un pollo alla birra nell'episodio dell'11 novembre 2009. Nonostante la marca fosse stata offuscata, il nome era ancora visibile.
Il 9 marzo 2010 fu annunciato che il cast e lo staff avrebbero fatto un viaggio in Antartide per visitare la Base scientifica Sejong. Le opinioni degli spettatori si spaccarono, con alcuni entusiasti e altri contrari. Tuttavia la produzione era convinta a partire il 9 marzo. Alcuni membri del team erano anche già partiti per il Cile a febbraio per preparare la spedizione, ma dopo una settimana furono costretti a tornare in Corea del Sud a causa di una bufera di neve che impediva il viaggio dal Cile all'Antartide. Per l'occasione erano state comprate nuove telecamere HD, equipaggiamento per l'illuminazione e microfoni per poter offrire ai telespettatori immagini ad alta risoluzione dell'Antartide. A causa del terremoto del 27 febbraio 2010 in Cile la produzione decise di cancellare definitivamente la gita in Antartide.

## Ricezione da parte dei media
Il 27 dicembre 2008 ai 2008 KBS Entertainment Awards, tutti e 6 i membri si esibirono in No Matter What di Park Sang-chul. Lo show portò a casa quattro premi – Best Newcomer (Variety), Best Variety Show Writer, Top Popularity Award, Viewer's Choice Program, e il Grand Prize (Daesang). Nella categoria Top Popularity Award category, tre dei quattro nominati facevano parte del cast di 1bak 2il – Eun Ji-won, MC Mong e Lee Seung-gi, e quest'ultimo vinse il premio. Il Viewer's Choice Program si basava su sondaggi tra i telespettatori e voti via SMS. Happy Sunday finì con il 108,3% dei voti, seguito da Happy Together con il 40,3% (Gag Concert 33,1% dei voti, A Chat with Beauties il 12,9% e Sang Sang Plus il 5,3%).
La terza stagione ricevette pareri molto positivi. Il primo episodio registrò uno share molto elevato (14,3%). Alla fine del 2014 i segmenti di Happy Sunday (1bak 2il e Superman-i dor-a-watda) finirono con uno share del 17,9%, seguiti dalla Good Sunday della SBS (K-pop Star 4 e Running Man) con il 12,1% e dalla Sunday Night della MBC (Jinjja sana-i e Appa! Eodiga?) con il 7,8%. Nel marzo 2015, Happy Sunday fu al primo posto con uno share del 14,7%, battendo Good Sunday (Running Man e Appareul butakhae) con l'11,1% e Sunday Night (Animals e Jinjja sana-i) con l'8,4%.

## Singoli digitali
Un singolo digitale della sigla dello show è stato pubblicato il 29 marzo 2010 e fu ascoltato per la prima volta nell'episodio 135, che andò in onda il 28 marzo 2010. Il titolo della canzone è Let's Go Paradise ed è cantata da Gil Hak-mi e Han Bo-ra.
Negli episodi 486-488 del 5, 12 e 19 marzo 2017 al cast è stato chiesto di fare una sigla per il 10º anniversario del programma. Con l'aiuto di svariati musicisti, riuscirono a portare a termine la missione producendo 3 canzoni: Remember Each Member, Day Of e Kkanaricano.